# Hình ảnh lâm sàng, chẩn đoán và điều trị trong chuyên ngành da liễu
Hình ảnh lâm sàng, chẩn đoán và điều trị trong chuyên ngành da liễu là bộ sách y học chuyên ngành da liễu của PGS.TS Nguyễn Văn Thường. Bộ sách bao gồm 2 cuốn đã đoạt giải A, giải cao nhất của Giải thưởng sách quốc gia năm 2020.

## Hoàn cảnh sáng tác
PGS.TS Nguyễn Văn Thường công tác tại Bệnh viện Da liễu Trung ương. Từ năm 2017 ông có ý tưởng biên soạn một cuốn sách da liễu để giúp cho người dạy, người học và các độc giả muốn tìm hiểu bệnh học da liễu dễ dàng nghiên cứu, tham khảo. Ý tưởng là kết hợp hình ảnh chi tiết với phần giải thích triệu chứng lâm sàng và chẩn đoán điều trị.
Đầu năm 2018, PGS.TS Nguyễn Văn Thường bắt đầu thực hiện ý tưởng của mình. Ông phối hợp với nhiều chuyên gia hàng đầu trong ngành da liễu đã lưu giữ và chọn lọc gần 10.000 bức ảnh đặc trưng nhất về bệnh da liễu, để từ đó biên soạn thành 2 cuốn sách gồm 35 chương và 272 bài.
Bộ sách được phát hành vào năm 2019. Năm 2020, bộ sách được trao giải A giải thưởng sách quốc gia. Đây là bộ sách y học đầu tiên được trao giải thưởng này.